# Caminus sphaeroconia
Caminus sphaeroconia är en svampdjursart som beskrevs av William Johnson Sollas 1886. Caminus sphaeroconia ingår i släktet Caminus och familjen Geodiidae. Inga underarter finns listade i Catalogue of Life.